# رالی ایتالیا ساردینیا
رالی ایتالیا ساردینیا (تا سال ۲۰۱۰ رالی d'Italia Sardegna) یک مسابقه رالی در ساردینیا، ایتالیا است که در تقویم مسابقات رالی قهرمانی جهان (WRC) و همچنین چالش رالی بین قاره ای (IRC) بوده است.

## نگارخانه

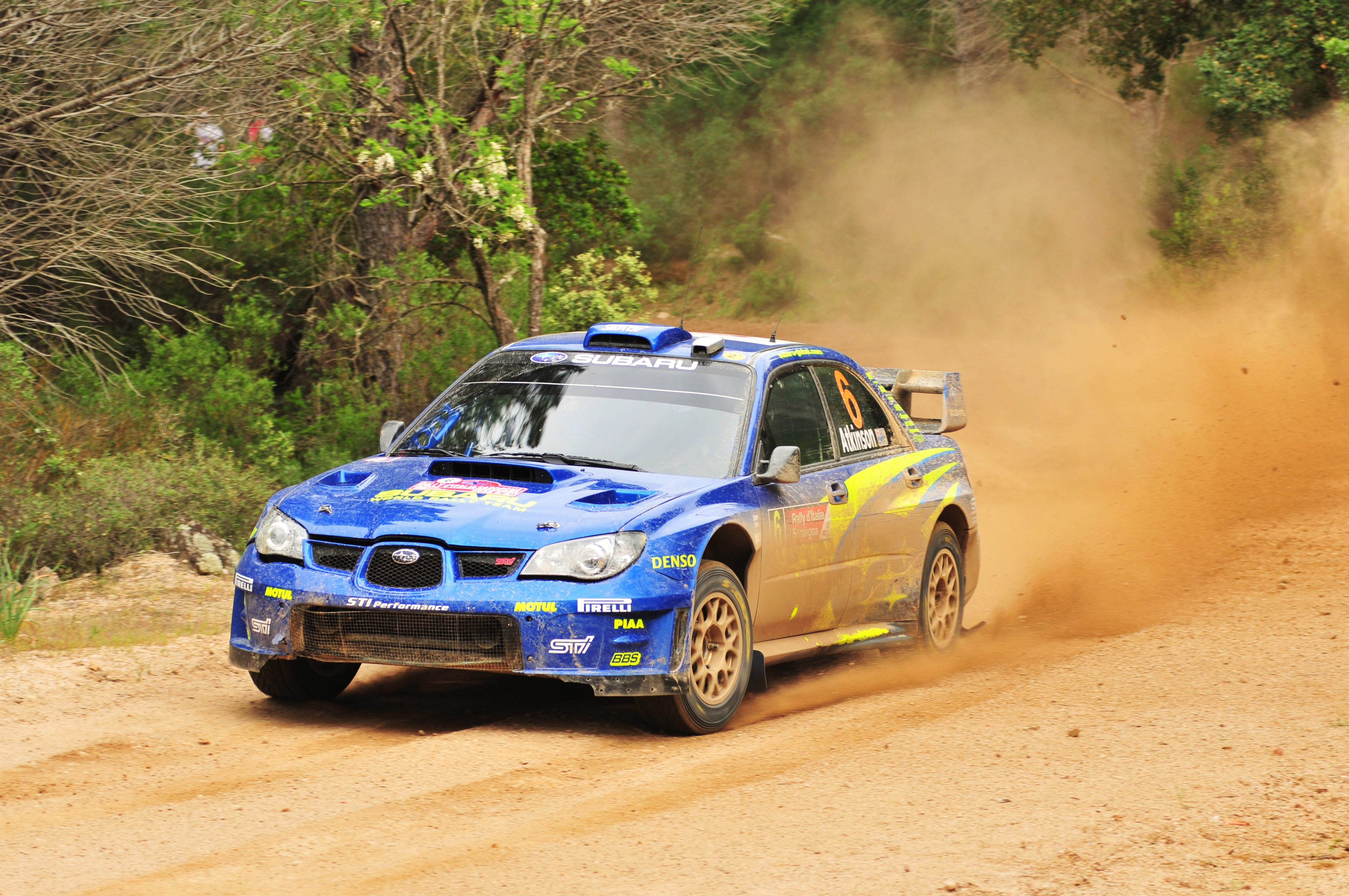
کریس اتکینسون در حال رانندگی با سوبارو ایمپرزا دبلیوآرسی در رالی ۲۰۰۸.

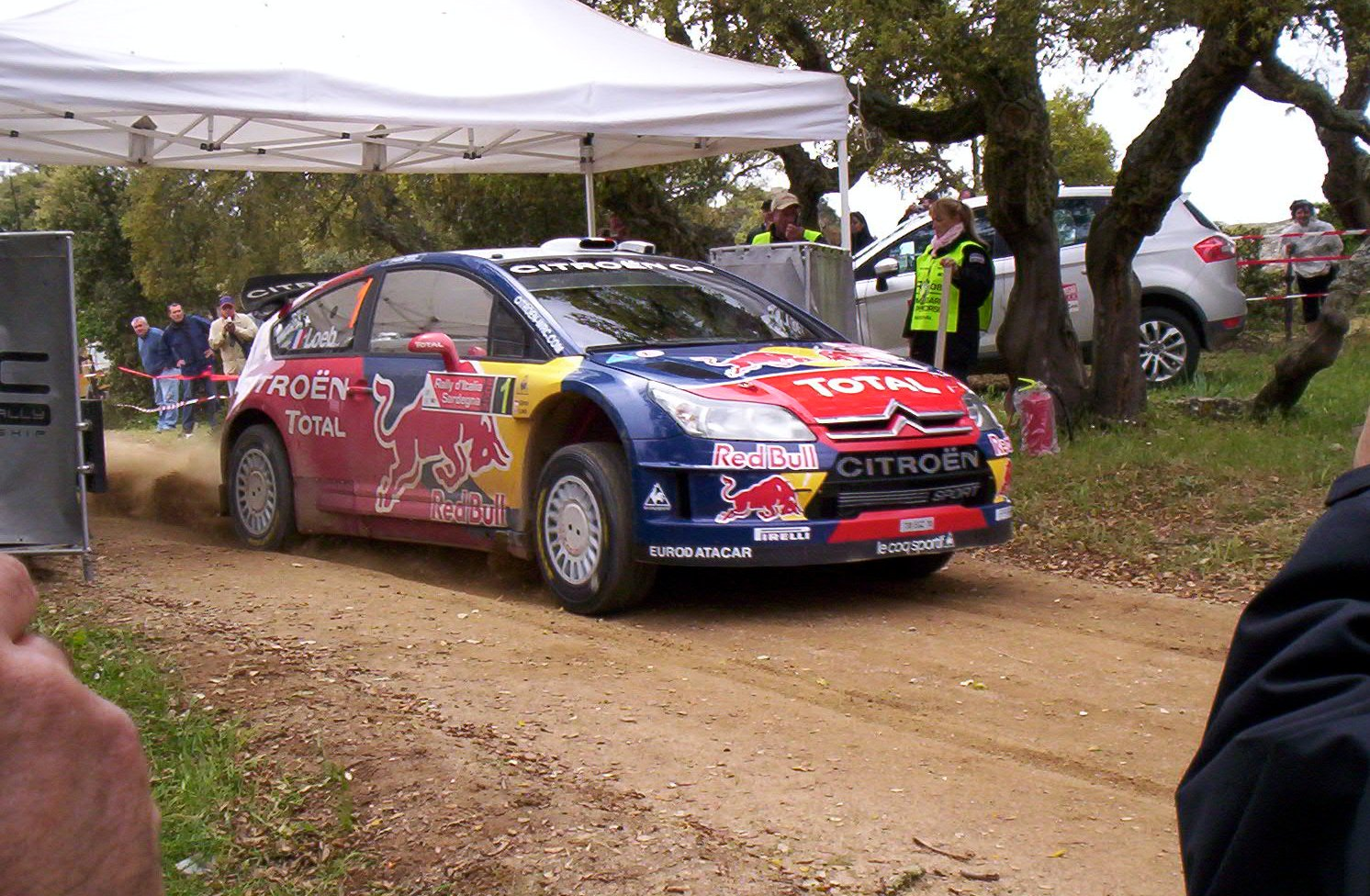
برنده چهار باره این رالی، سباستین لوب در شروع یک مرحله.